# Лайяс, Мухаммад

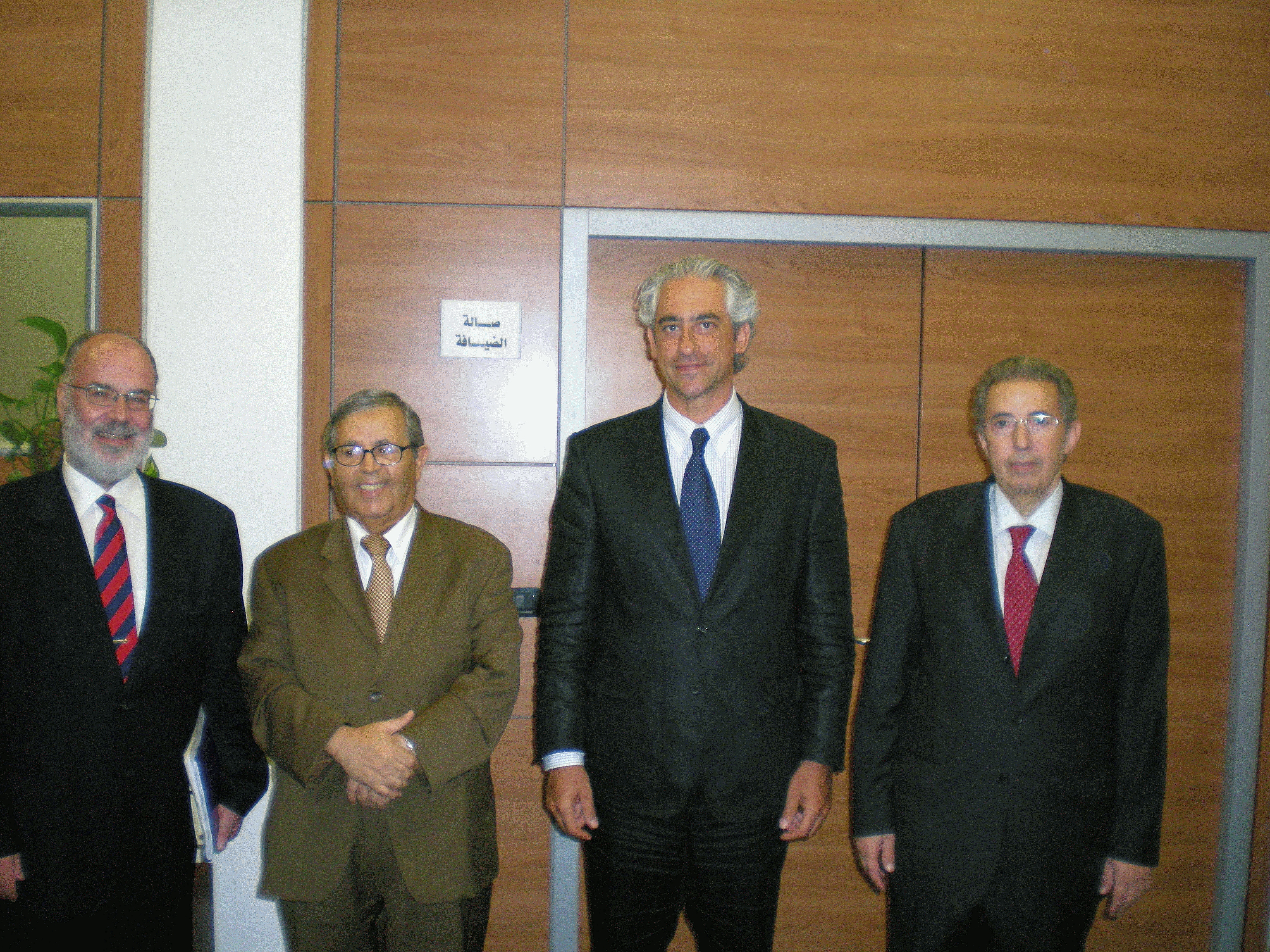
стоит справа

Мухаммад Лайяс — ливийский политик и банкир. Имеет степень бакалавра по специальности учета и управления бизнесом в университете Бенгази, и диплом Института экономического развития в Вашингтоне.

## Политика
Лайяс начал карьеру дипломата ещё до прихода Муаммара Каддафи к власти в 1969 году. Сейчас он числится в штабе министерства финансов Высшего народного комитета Ливии.

## Банки
Лайяс был главой Ливийского Арабского иностранного банка, единственного банка страны, который мог торговать в период санкций. Также он был в правлении Британского Арабского коммерческого банка в Лондоне до 2004 года и Арабского интерконтитентального банка в Париже. Также был директором Арабского международного банка в Каире.
Мухаммад Лайяс возглавляет Banco Atlántico S.A. в Испании, и он вошел в состав бахрейнской Арабской банковой корпорации в 2001 году.
Лайяс является президентом и главным исполнительным директором Ливийской инвестиционной корпорации (ЛИК), которая была создана в 2007 году как холдинговая компания с мандатом на управление государственными предприятиями, такими, как «Фонд для Африки» и «Фонд экономического и социального развития». Другие члены совета — секретарь по планированию Тахир аль-Джухайми, министр финансов Мухаммад Али аль-Хуваи и Фархат Бен-Дара, который является главой Центробанка Ливии. Председателем ЛИК является Абдул Хафиз Махмуд аль-Зулайтини, являющийся заместителем председателя Высшего народного комитета Ливии (правительства).

## Примечание
1. ↑  Chiefs of State and Cabinet Members 13 August 2007 Архивировано 16 мая 2008 года.
2. ↑  Annual Report 2001 Arab Banking Corporation